# Bildstock (Kronach, Alte Ludwigsstädter Straße 5)
Der Bildstock in der Nähe des Anwesens Alte Ludwigsstädter Straße 5 in der oberfränkischen Stadt Kronach ist ein Kleindenkmal, das im 18. Jahrhundert entstanden ist.
Der aus Sandstein gefertigte Bildstock ruht auf einem konvex-konkaven Sockel, der an der Westseite mit der Jahreszahl 1775 und den Initialen „VB“ bezeichnet ist; zwischen den beiden Buchstaben befindet sich ein Hauszeichen. Über dem Sockel erhebt sich ein unterteilter Schaft, dessen vier Seiten gefeldert und mit Bandelwerk verziert sind. An den vier Seiten des Aufsatzes befinden sich Reliefs: die Westseite zeigt eine Darstellung der Krönung Mariens, an der Nordseite befindet sich der Heilige Nikolaus, an der Ostseite die Heilige Ottilie und an der Südseite die Heilige Margareta. Den oberen Abschluss des Aufsatzes bilden eingezogene Rundbogen, in die Verzierungen eingelegt sind.
Der sich nach oben hin verjüngende obere Teil des Schaftes ist nicht mehr im Original erhalten; er wurde bei einem Sturz zerstört und in den 1960er Jahren durch eine stilgetreue Nachbildung des Kronacher Bildhauers Heinrich Schreiber ersetzt. Der Bildstock ist heute als Baudenkmal geschützt.